# 克日什托夫·兹瓦雷奇
克日什托夫·兹瓦雷奇（波蘭語：Krzysztof Zwarycz，1990年12月13日—），波兰男子举重运动员，2009年欧洲青年举重锦标赛男子77公斤级银牌得主、2017年欧洲举重锦标赛男子85公斤级铜牌得主、2017年世界举重锦标赛男子85公斤级银牌得主。